# Pezoporus occidentalis
Pezoporus occidentalis là một loài chim trong họ Psittacidae. Loài này có nguy cơ tuyệt chủng.
Đây là loài đặc hữu lục địa Australia. Nó được biết đến là một trong những loài chim khó nắm bắt và bí ẩn nhất trên thế giới, không có xác nhận nào về loài chim này trong khoảng thời gian từ 1912 đến 1979, dẫn đến suy đoán rằng loài vẹt đêm này đã tuyệt chủng. Việc người ta nhìn thấy chúng từ năm 1979 là cực kỳ hiếm và kích thước quần thể của loài chim vẫn chưa được biết, mặc dù dựa trên số lượng ghi nhận ít ỏi, loài này được cho là có số lượng từ 50 đến 249 cá thể trưởng thành. Bằng chứng hình ảnh và video đầu tiên của một cá thể sống đã được xác nhận công khai vào tháng 7 năm 2013. Sau mười bảy nghìn giờ trong khu vực hơn 15 năm tìm kiếm, nhiếp ảnh gia động vật hoang dã John Young đã chụp được nhiều bức ảnh và video dài 17 giây thứ hai của con chim ở phía tây Queensland. Vào tháng 8 năm 2015, việc gắn thẻ và theo dõi một cá thể sống đã được công bố trên phương tiện truyền thông Úc. Những cá thể sống khác được chụp ảnh ở Queensland vào cuối năm 2016 và những cảnh tượng được ghi lại ở Tây Úc and South Australia năm 2017. Một con chim non, có khả năng nở vào cuối năm 2017, đã được ghi nhận vào tháng 2 năm 2018. John Young sau đó bị phát hiện đã sử dụng lông và trứng giả cùng với các bản ghi lưu trữ của con chim cho phần lớn công việc của mình ở Queensland và Nam Úc. Phát hiện của anh đã được các đồng nghiệp của anh gắn mác "tin giả".
Dù là loài sinh hoạt về đêm, các nhà khoa học đã sử dụng dữ liệu chụp cắt lớp hộp sọ của Vẹt Đêm từ năm 1990, và phát hiện ra loài vẹt này có thị giác cực kém, thậm chí là rất tệ vào ban đêm.